# Helena Carroll
Pour les articles homonymes, voir Carroll.
Helena Winifred Carroll, née le 13 novembre 1928 à Glasgow en Écosse et morte le 31 mars 2013 à Los Angeles en Californie, est une actrice écossaise.

## Biographie

### Jeunesse et formation
Fille de Paul Vincent Carroll, dramaturge originaire d'Irlande du Nord et de Helena Reilly, elle est la benjamine d'une fratrie de trois enfants. Ses deux grandes sœurs sont Theresa Elizabeth Perez (1924-2001) musicienne de formation classique et fondatrice des People's Pops Concerts à Phoenix en Arizona et Kathleen Moira Carroll (1927-2007), journaliste.

### Carrière
Elle effectue sa scolarité au sein de Clerkhill Notre Dame High School, une école catholique de Dumbarton. Pourtant, c'est vers le théâtre qu'elle se tourne en étudiant à la Académie d'art dramatique Douglas Webber à Londres. Elle joue alors dans trois pièces de théâtre au cœur du West End londonien et dans un film, Midnight Episode, âgée de 20 ans.
Helena Carroll déménage aux États-Unis au début des années 1950 et s'établit à New York. Elle fait ses débuts sur la scène américaine à Broadway, dans Tables séparées en 1958 et dans la comédie musicale Oliver! en 1963. Avec le concours d'un certain Dermot McNamara, elle fonde The Irish Players, une compagnie de théâtre ayant comme particularité de présenter des pièces de dramaturges irlandais. À cette époque, sa carrière de comédienne l'amène à voyager à New York, Londres et Dublin. Elle rend hommage à son père dramaturge en jouant dans plusieurs de ses pièces, dont son œuvre la plus connue, Shadow and Substance, écrite en 1937 et traitant des troubles politiques et confessionnels de l'Irlande du début du XXe siècle.
Dans les années 1960, Helena Carroll quitte New-York pour Los Angeles après le succès de l'interprétation de la pièce Les Amants terribles, mettant en scène l'actrice Elizabeth Taylor et l'acteur Richard Burton. Le producteur Al Simon et le directeur de casting Caro Jones lui proposent alors des rôles sur le grand écran. Elle fait alors des apparitions dans des films tels que Les Copains d'Eddie Coyle en 1973, Un vrai schnock en 1979, Gens de Dublin en 1987, Rocky 5, en 1990, Les Mambo Kings en 1992, mais aussi dans des séries télévisées, comme Hôpital central, The Edge of Night, L'Amour à quatre mains, Laverne and Shirley, ou encore Arabesque et Les Anges du bonheur.

### Mort
Elle meurt à le 31 mars 2013 à Marina Del Rey, près de Los Angeles, âgée de 84 ans.

## Filmographie

### Au cinéma
- 1973 : Les Copains d'Eddie Coyle : Sheila Coyle
- 1979 : Un vrai schnock : Hester
- 1980 : L'Amour à quatre mains : Prudence
- 1981 : Le Fantôme de Milburn : Mrs. Meredith
- 1986 : Bad Guys : Elsie
- 1987 : Gens de Dublin de John Huston : Tante Kate
- 1989 : Sundown (en) : Madge
- 1990 : Rocky 5 (Rocky V)
- 1992 : Les Mambo Kings d'Arne Glimcher : Mrs. Shannon
- 1994 : Rendez-vous avec le destin : Dorothy
- 1997 : Mother Teresa: In the Name of God's Poor : mère supérieure

### À la télévision
- 1956 : The Edge of Night (série télévisée) : Molly O' Connor
- 1958 : Little Moon of Alban : Sister Teresa
- 1959 : Play of the Week (série télévisée) : Nora Fintry
- 1962 : The Donna Reed Show (série télévisée) : Jeanette (épisode Rebel with a Cause)
- 1963 : Hôpital central (série télévisée) : Nancy McTavish (2 épisodes en 1992)
- 1965 : Le Virginien (série télévisée) : Lucille (épisode  The Dream of Stavros Karas, non crédité)
- 1973 : Mannix (série télévisée) : Elizabeth (épisode  Little Girl Lost)
- 1974 : Kojak (série télévisée) : Nun (épisode A Souvenir from Atlantic City)
- 1976 : Starsky et Hutch (série télévisée) : Jessie (épisode Silence)
- 1976 : Kiss Me, Kill Me : Mrs. Harris
- 1975 - 1977 : L'Homme qui valait trois milliards (série télévisée) : Jessica Williams (épisodes The Infiltrators, Vulture of the Andes et One of Our Running Backs Is Missing)
- 1978 : The Hardy Boys/Nancy Drew Mysteries (série télévisée) : Laura Taylor (épisodes The Last Kiss of Summer: Part 1 et 2
- 1979 : Madame Columbo : Nora Phelps
- 1979 : The Flame Is Love : Charity
- 1979 : WKRP in Cincinnati (série télévisée) : Tiffany Hopkins (épisode Bad Risks)
- 1980 : B.J. and the Bear (série télévisée) : Doris (épisode The Girls of Hollywood High)
- 1980 : Laverne et Shirley (série télévisée) : Irene (épisode Separate Tables)
- 1983 : Ryan's Four (série télévisée)
- 1986 : Sacrée Famille (série télévisée) : Jean (épisode The Freshman and the Senior)
- 1990 : Papy Joe : Mrs. Spruce
- 1990 : It's Garry Shandling's Show (série télévisée) : la mère de Ian (épisode My Mother, the Wife)
- 1990 : A Brand New Life (série télévisée) : Mrs. Jenson (épisode  Even Housekeepers Sing the Blues)
- 1991 : Arabesque : Martha Jane Stokes (épisode  From the Horse's Mouth)
- 1992 : Mariés deux enfants (série télévisée) : Poxilda (épisode England Show I)
- 1992 : Bijoux, hot-dogs et tasses de thé (The Man Upstairs) (téléfilm) de George Schaefer
- 1995 : Une maman formidable (série télévisée) : Mrs. Hutchinson (épisode Grace and Rick and the Dance of Doom)
- 1997 : Les Anges du bonheur (série télévisée) : Kate Leary (épisode  It Came Upon a Midnight Clear)
- 2000 : Bette (série télévisée) : Grammy (épisode : The Grammy Pre-Show)
- 2003 : Arabesque: Le fils perdu : Kitty Murphy